# Leukoxen
Leukoxen, auch Leucoxen oder Arizonit, ist ein Gemenge aus eisen- und titanhaltigen Mineralen, insbesondere aber Rutil, Anatas und Titanit als titanhaltigen Phasen, daneben Hämatit und Goethit als eisenhaltigen Phasen und gegebenenfalls Tief-Quarz, Chalcedon, Cristobalit oder Opal. Der Nachweis bzw. die Unterscheidung der Phasen ist meist nur röntgenographisch möglich. Die Farbe kann von gelb über braun bis grau variieren.

## Bildung und Fundorte
Leukoxen bildet sich als Alterations- bzw. Verwitterungsprodukt und ersetzt in der Folge die früher gebildeten Minerale Ilmenit, Titanomagnetit (titanhaltiger Magnetit), Titanit, Perowskit, Dysanalyt oder andere titanreiche Minerale. Zu finden ist es in grundsätzlich allen Gesteinen, die diese Minerale führen (hauptsächlich Magmatite, aber auch in Sedimentgesteinen oder Metamorphiten ist sein Vorkommen möglich), und in eisenhaltigen Erzen.
Leukoxen gehört zu den eher selten vorkommenden Mineralgemengen, das an verschiedenen Fundorten zum Teil zwar reichlich vorhanden sein kann, insgesamt aber wenig verbreitet ist. Bisher (Stand: 2011) sind etwa 260 Fundorte bekannt.
In Deutschland trat es unter anderem bei Sinsheim und im Odenwald in Baden-Württemberg sowie bei Kropfmühl und Mähring in Bayern auf. In Österreich fand man Leukoxen bisher bei Bernstein im Burgenland, am Biberg bei Saalfelden in Salzburg und am Bohnkogel in der Gemeinde steiermarker Altenberg an der Rax.
Weitere Fundorte liegen unter anderem in der Antarktis, Argentinien, Australien, Bangladesh, Belgien, Bolivien, Brasilien, Chile, China, Frankreich, Ghana, Griechenland, Indien, Indonesien, Irland, Japan, Kanada, der Demokratischen Republik Kongo, Madagaskar, Marokko, Mexiko, Neuseeland, Nordkorea, Norwegen, Russland, Schweden, Simbabwe, Slowakei, Spanien, Südafrika, Tschechien, der Türkei, der Ukraine, Ungarn, Usbekistan, auf der US-amerikanischen Jungferninsel St. John, im Vereinigten Königreich sowie in den Vereinigten Staaten von Amerika.

## Verwendung
Leucoxen wird wie Ilmenit als Rohstoff zur Herstellung von industriellem Titandioxid (Rutil) nach dem Chlorid-Verfahren verwendet. Hierzu wird es durch den Becher-Prozess in synthetischen Rutil überführt und von den eisenhaltigen Bestandteilen getrennt. Dieser Rutil wird dann zur Produktion von Titandioxid-Pigmenten dem Chlorid-Prozess zugeführt.